# Kalanchoe

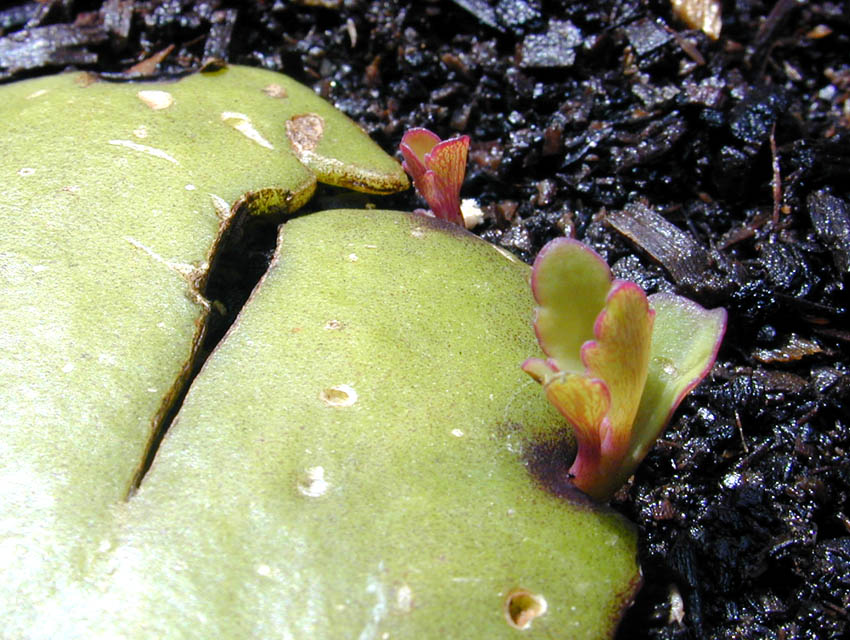
Production of new individuals along a leaf margin of the air plant, Kalanchoe pinnata. The small plant in front is about 1 cm tall

Kalanchoe /ˌkæləŋˈkoʊ.iː/, cũng được viết như Kalanchöe hay Kalanchoë,, là một chi của khoảng 125 loài thực vật có hoa nhiệt đới trong họ Crassulaceae chủ yếu có nguồn gốc từ cựu thế giới. Chỉ có một loài của chi này có nguồn gốc từ châu Mỹ, 56 từ phía nam và phía đông châu Phi và 60 loài tại Madagascar. Nó cũng được tìm thấy ở Đông Nam Á cho đến Trung Quốc.

## Loài được lựa chọn
| - Kalanchoe adelae - Kalanchoe arborescens - Kalanchoe beauverdii - Kalanchoe beharensis - Velvet Leaf, Felt Plant, Felt Bush - Kalanchoe bentii - Kalanchoe blossfeldiana - Kalanchoe bouvetii - Kalanchoe bracteata - Kalanchoe campanulata - Kalanchoe crenata - Kalanchoe crundallii - Kalanchoe daigremontiana - Devil's Backbone, Mexican-hat Plant, Mother of Thousands - Kalanchoe delagoensis - Chandelier Plant, Mother of Millions, Mother of Thousands - Kalanchoe dinklagei - Kalanchoe eriophylla - Kalanchoe farinacea - Kalanchoe fedtschenkoi - Amethyst Scallops - Kalanchoe figuereidoi - Kalanchoe flammea - Kalanchoe gastonis-bonnieri - Donkey Ears, Life Plant - Kalanchoe glaucescens - Kalanchoe gracilipes - Kalanchoe grandidieri - Kalanchoe grandiflora - Kalanchoe hildebrantii - Silver Teaspoons - Kalanchoe jongmansii - Kalanchoe kewensis - Kalanchoe laciniata - Kalanchoe laetivirens - Kalanchoe lateritia - Kalanchoe laxiflora - Kalanchoe linearifolia - Kalanchoe longiflora - Kalanchoe luciae | - Kalanchoe macrochlamys - Kalanchoe manginii - Kalanchoe marnieriana - Kalanchoe marmorata - Penwiper - Kalanchoe millottii - Kalanchoe miniata - Kalanchoe nyikae - Kalanchoe obtusa - Kalanchoe orgyalis - Kalanchoe peltata - Kalanchoe petitiana - Kalanchoe pinnata - Life Plant, Miracle Leaf, Air Plant, Goethe Plant - Kalanchoe porphyrocalyx - Kalanchoe prolifera - Kalanchoe pubescens - Kalanchoe pumila - Kalanchoe quartiniana - Kalanchoe rhombopilosa - Pies from Heaven - Kalanchoe robusta - Kalanchoe rolandi-bonapartei - Kalanchoe rosei - Kalanchoe rotundifolia - Kalanchoe schizophylla - Kalanchoe serrata - Kalanchoe sexangularis - Kalanchoe streptantha - Kalanchoe suarezensis - Kalanchoe synsepala - Cup Kalanchoe, Walking Kalanchoe - Kalanchoe synsepala f. dissecta - Cup Kalanchoe, Walking Kalanchoe - Kalanchoe thyrsiflora - Paddle Plant, Flapjacks, Desert Cabbage, White Lady, Geelplakkie, Meelplakkie, Plakkie - Kalanchoe tomentosa - Panda Plant - Kalanchoe tubiflora - Chandelier Plant, Mother of Millions, Mother of Thousands - Kalanchoe uniflora - Kalanchoe velutina - Kalanchoe viguieri |